# 歙州阳宅
歙州阳宅，位于北京市丰台区南苑乡双庙村。

## 历史
歙州阳宅是配合“徽歙义冢”建的房屋，供看坟人居住。徽歙义冢始建于明朝万历年间，占地面积40多亩。到清朝康熙年间，墓地已埋坟一千多冢。
原有墓葬早已无存。1986年，歙州阳宅被丰台区人民政府公布为丰台区重点文物保护单位。1990年修缮，现仅存券门，其他建筑均已改变形制，成为居民住宅。

## 建筑
歙州阳宅坐北朝南，整个建筑群平面呈八卦形。主要建筑有：
- 大门：面阔一间，为砖砌券门，石额曰“歙县义园”。
- 正殿：面阔三间，大式硬山筒瓦箍头脊，前出轩三间为敞厅，大式歇山卷棚顶，筒瓦箍头脊，东西耳房各二间，东西配房各二间，东西群房各三间，南房三间前出轩。正殿前有石碑两通，一是圭首浮雕流云，刻有“府尹禁碑”，另一碑被埋入地下。
- 《徽歙义冢》石碑：康熙五十九年立，存放于双庙小学院内。[1][2]